# Удружење жена „Доловке”
Удружење жена „Доловке” једно је од удружења у Панчеву, налази се у Долову.
Заштитни знак Удружења је „Доловачка штрудлијада” која се одржава сваке прве суботе у септембру.

## Историјат

### Оснивање
Удружење жена у Долову је основано 1977. године, а од 2010. је регистровано и ради под данашњим називом Удружење жена „Доловке”. Баве се очувањем српске традиције, организовањем културно–забавних садржаја, манифестација, едукацијом, навикавањем жена друштвено корисном и хуманитарном раду, промоцијом знања, вештина, традиције, културе, сеоског туризма, старих јела и пецива и органском производњом у сарадњи са Институтом „Тамиш” Панчево. Организују разне програме и активности у Долову и по целој Србији где презентују свој стваралачки рад.

### Доловачка штрудлијада
Један од циљева Удружења је популаризација старих јела и колача, а посебно штрудле као локалног специјалитета. Преко целе године на разним догађајима, сајмовима, манифестацијама и етно базарима широм целе Србије промовишу своју манифестацију „Доловачка штрудлијада” која окупља велики број учесника и посетилаца сваке прве суботе у септембру и која је њихов заштитни знак. Представља најстарију и једину брендирану манифестацију на територији Града Панчева. Блиц ју је уврстио у једну од десет најбољих традиционалних манифестација у Србији, номинована је у прве три такве манифестације од Привредне коморе Србије и проглашена за водећу гастро–туристичку манифестацију Туристичке организације Панчева. Уврштена је и у туристички водич Града Панчева и Војводине као једна од манифестација које треба посетити.

### Учествовања и излагања
Учествовали су и излагали на Светосавском сабору у Сава центру, Сајму хране и пића у Београду и Новом Саду, Сајму пољопривреде у Новом Саду, Сајмовима предузетништва у Панчеву, Краљеву и Новој Пазови, Сајму туризма у Новом Саду, Сајму женског стваралаштва у Суботици, Данима националне кухиње у Панчеву, Етно базарима у Пландишту, Сомбору, Кладурову, Ковачици, Зајечару, Зрењанину, Банатском Карловцу, Делиблату, Глогоњу, Јабуци, Омољици, Добрици, Банатском Брестовцу, Банатском Новом Селу, Старчеву, Будисави, Качареву, Иванову и Варварину, манифестацији „Танцуј-танцуј” и Жеталачким данима у Војловици, Данима овчара, Коњичким тркама, Иванском цвећу, Винаријаду у Долову, Сланинијади, Откосу на Рајцу, Новогодишњем базару, Ускршњем базару, Ноћи музеја и другим.

### Награде и признања
Добитници су захвалнице Привредне Коморе Панчева, сертификата за рад са Црвеним крстом Панчева у активностима у борби против насиља над женама, дипломе часописа „Завичај”, специјалне награде „Чувари традиције” Града Панчева и Туристичке организације Панчева, сертификата на Етно сајму хране и пића у Београду, многобројних награда на Сајмовима хране и пића у Београду међу којима су осам првих места и два сајамска сертификата за робну марку из Србије за колач штрудлу, првог места за најбољи војвођански колач и првог места у категорији брендинг на Сајму старалаштва сеоских жена Војводине, Сајму стваралаштва у Алибунару. Председница Удружења жена „Доловке” је Драгана Марић.